# Echinotriton
Echinotriton (Cá cóc sần) là một chi động vật lưỡng cư trong họ Salamandridae, thuộc bộ Caudata. Chi này có 2 loài và 100% bị đe dọa hoặc tuyệt chủng.

## Danh sách loài
- Echinotriton andersoni (Boulenger, 1892), Cá cóc sần Anderson hay cá cóc sần Nhật Bản
- Echinotriton chinhaiensis (Chang, 1932), Cá cóc sần Trấn Hải